# Гардингфеля
Гардингфеля, також норвезька скрипка (норв. Hardingfele, Hardingfela, англ. Hardanger fiddle) – традиційний народний струнно-смичковий інструмент у Норвегії. На гардингфелі найчастіше виконуються народні танцювальні мелодії.

## Конструкція та дизайн

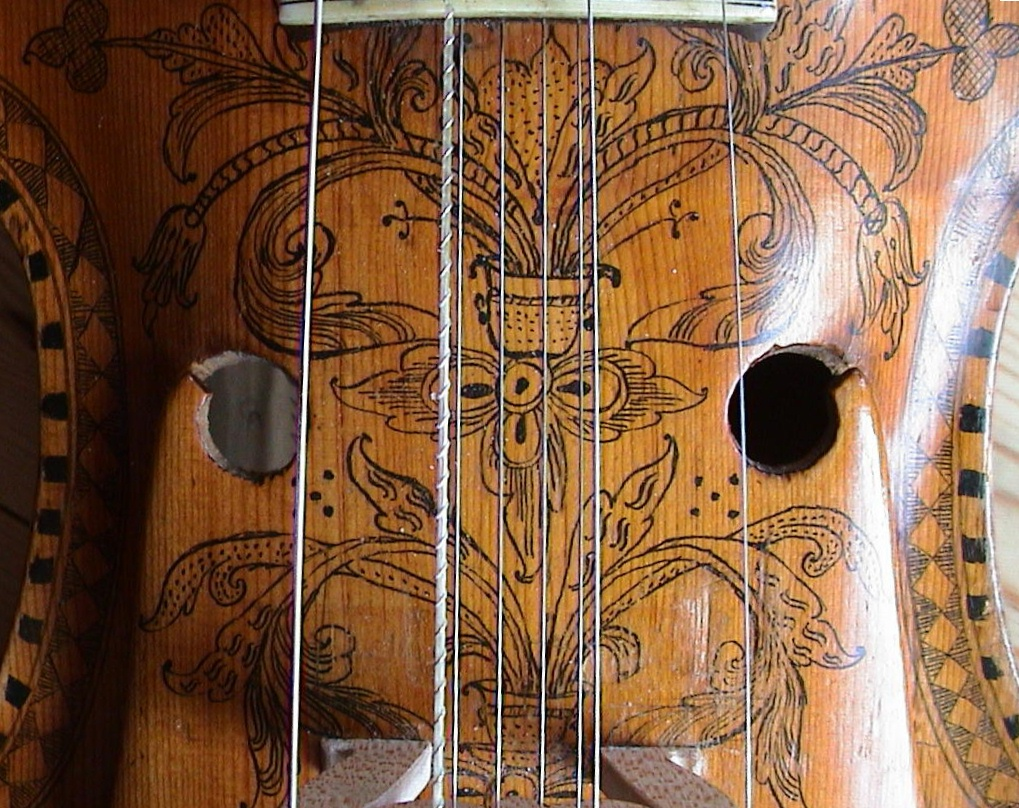
Характерний розпис корпусу гардингфелі чорним чорнилом

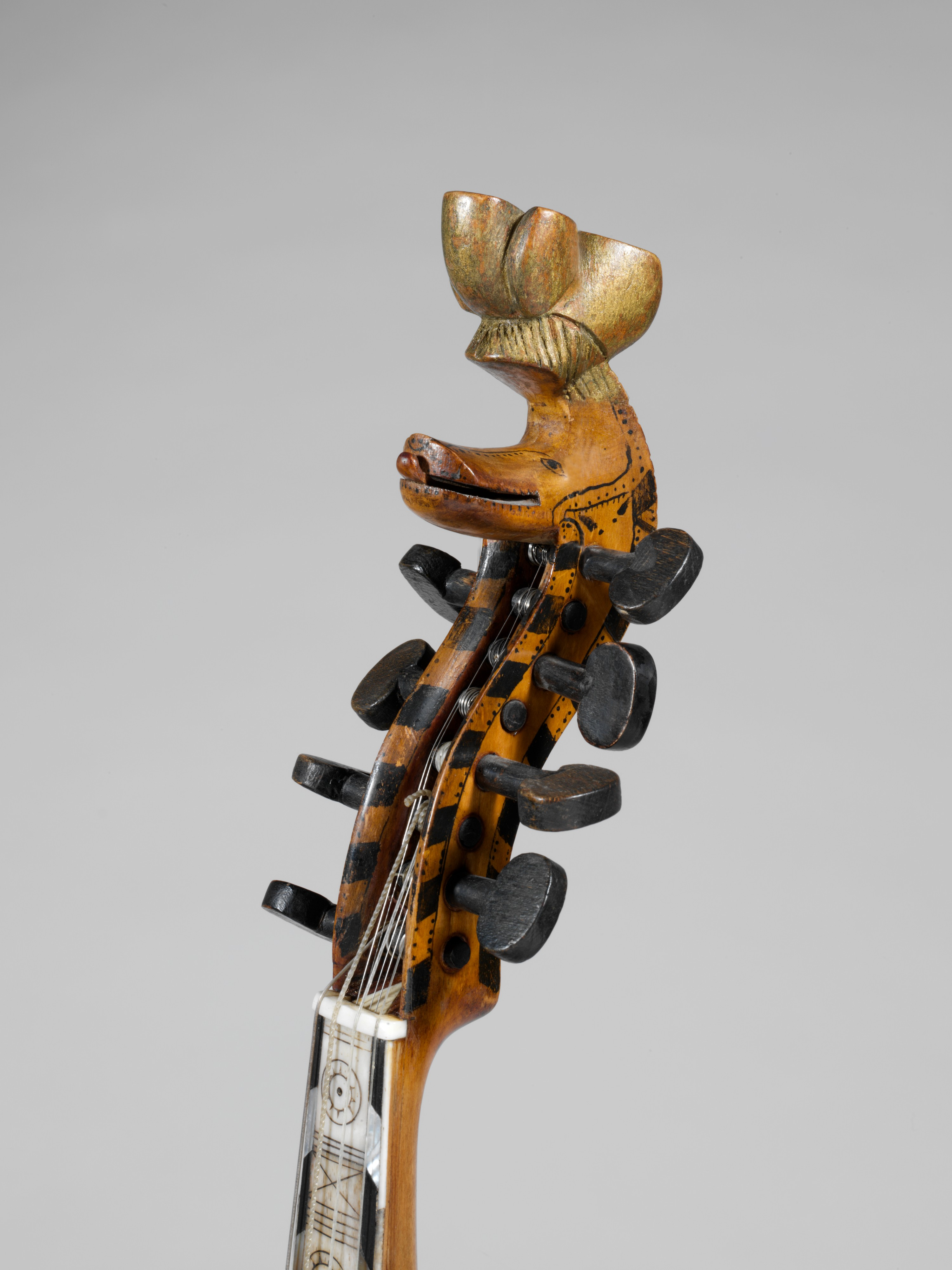
Декоративна голівка гардингфелі

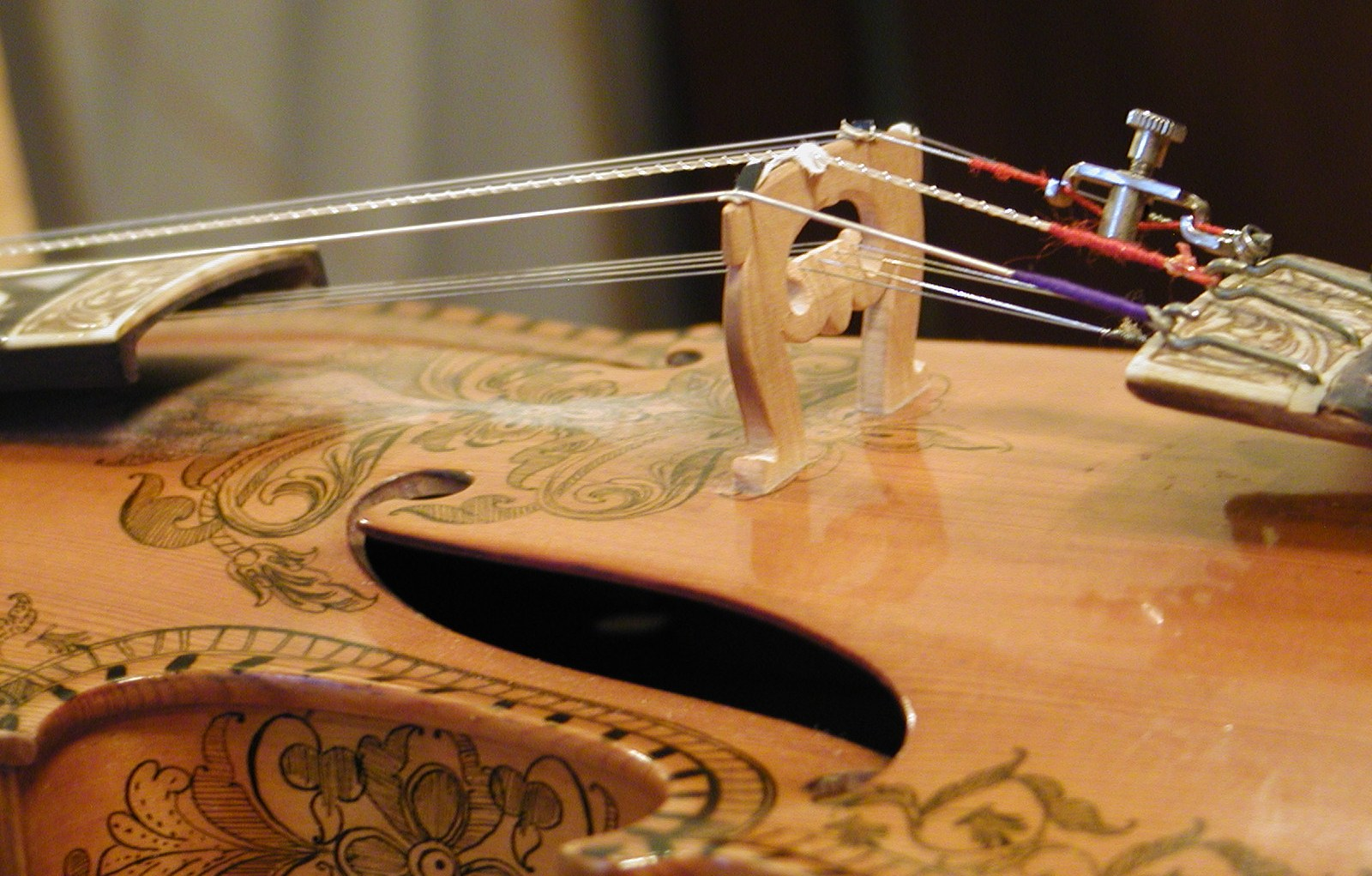
Розташування струн у гардингфелі

Гардингфеля відрізняється від класичної скрипки меншим розміром, має опукліші деки, коротшу шийку, іншу будову еф та широкий гриф. Має 4 ігрові струни та 4 (іноді 5) резонансні струни.. Останні розташовані під грифом та не затискаються людиною, під час гри створюють ефект бурдону (відгомону). За конструкцією гардингфеля схожа на віолу д'амур.
Стрій інструмента залежить од ладу музики, що виконується. У Норвегії нараховується близько 40 різних способів настроювання гардингфелі, що залежать од характеру музики й місцевих особливостей різних районів країни. Найчастіше можна зустріти стрій:
- надгрифові струни (від найнижчої) — ля малої октави, ре 1 октави, ля першої октави та мі 2 октави (тобто налаштування верхніх трьох струн відповідає строю традиційної сучасної скрипки);
- підгрифові струни (від найнижчої) — сі малої октави, до-дієз або ре, мі, фа-дієз та ля першої октави. В інструментах, де відгомінних струн передбачено не п'ять, а чотири прибирається нижня струна (сі малої октави).[1]

Норвезьку скрипку легко впізнати за багатим декором: у багатьох зразках голівка скрипки зроблена у формі голови людини або тварини (часто лева чи дракона), гриф та підгрифок інкрустовані перламутром, корпус інструменту прикрашений рослинним візерунком, виконаним чорним чорнилом.

Традиційно гардингфелі виготовлялися цілком із натуральної деревини, найчастіше — з ялини, клену, чорної вільхи.

## Історія
Найстарішим із збережених зразків інструменту вважається гардингфеля з підписом майстра У. Ю. Яастада й датуванням 1651 року, яка нині зберігається в Бергенському музеї. Достовірність дати та маркування неодноразово ставала об'єктом дискусій та суперечок. Із впевненістю можна казати, що перша скрипка гардингфеля була виготовлена в районі Гарданнірь, і вже в XVIII столітті цей музичний інструмент з'явився на інших територіях Норвегії.
Мелодії для гардингфелі називаються шльоттами. Найвідоміший норвезький композитор Едвард Ґріґ адаптував чимало таких народних танцювальних мелодій гардингфелі, протягом 1092—1888 рр. співпрацював із музикантами Кнутом Дейлом та Юганом Галворсеном із метою збереження фольклорної норвезької музики.
Шльотти активно досліджувалися й у ХХ сторіччі, яке в цілому ознаменувалося зростанням інтересу до народних музичних традицій серед музикантів і композиторів. У 1954 році був створений комітет для редагування й видання серії зібрання норвезьких пісень для гардингфелі "Hardingfeleverket", який очолював відомий норвезький композитор і музичний теоретик Ейвінн Ґровен.

## Американська Асоціація Гардингфелі

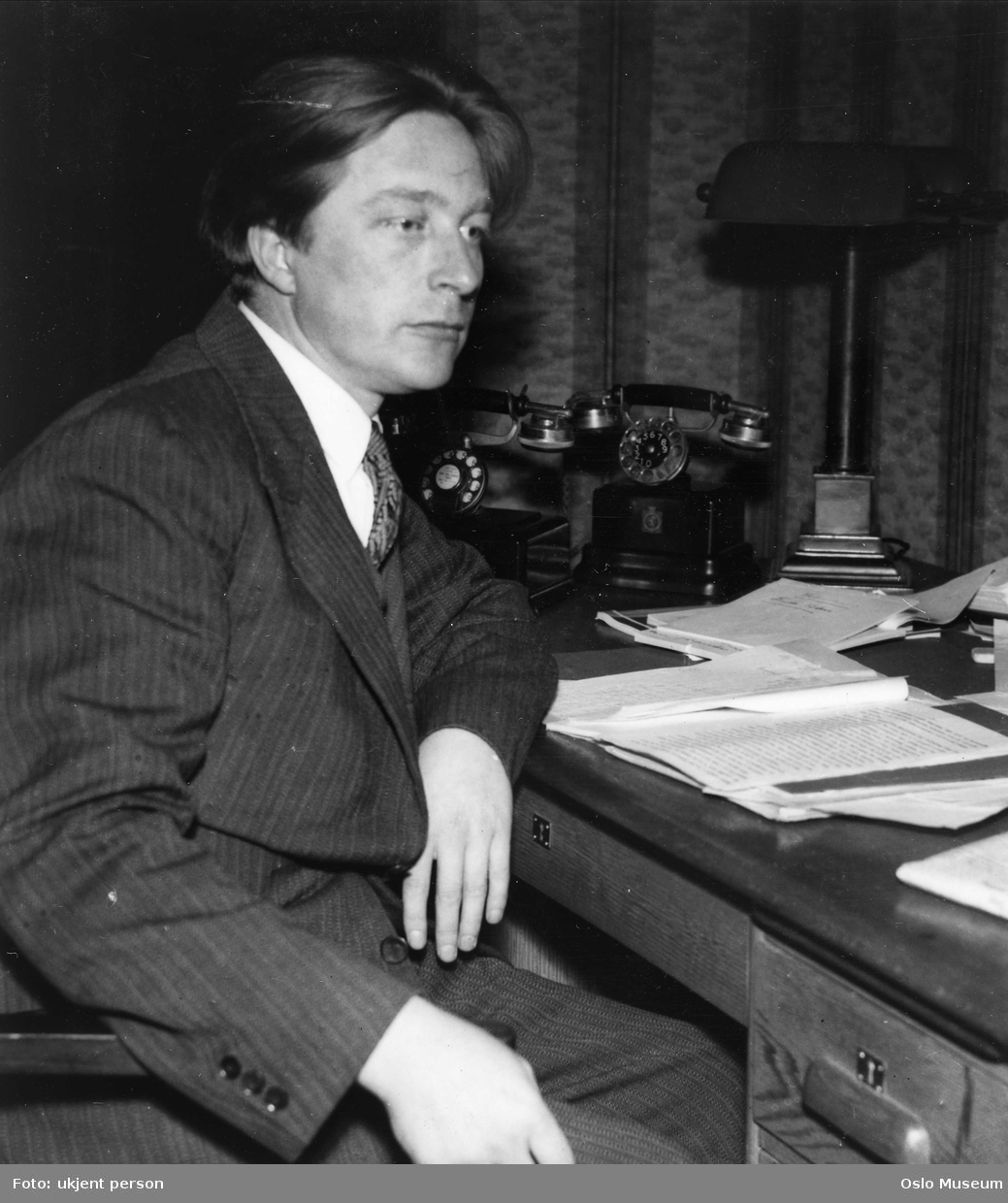
Ейвінн Ґровен

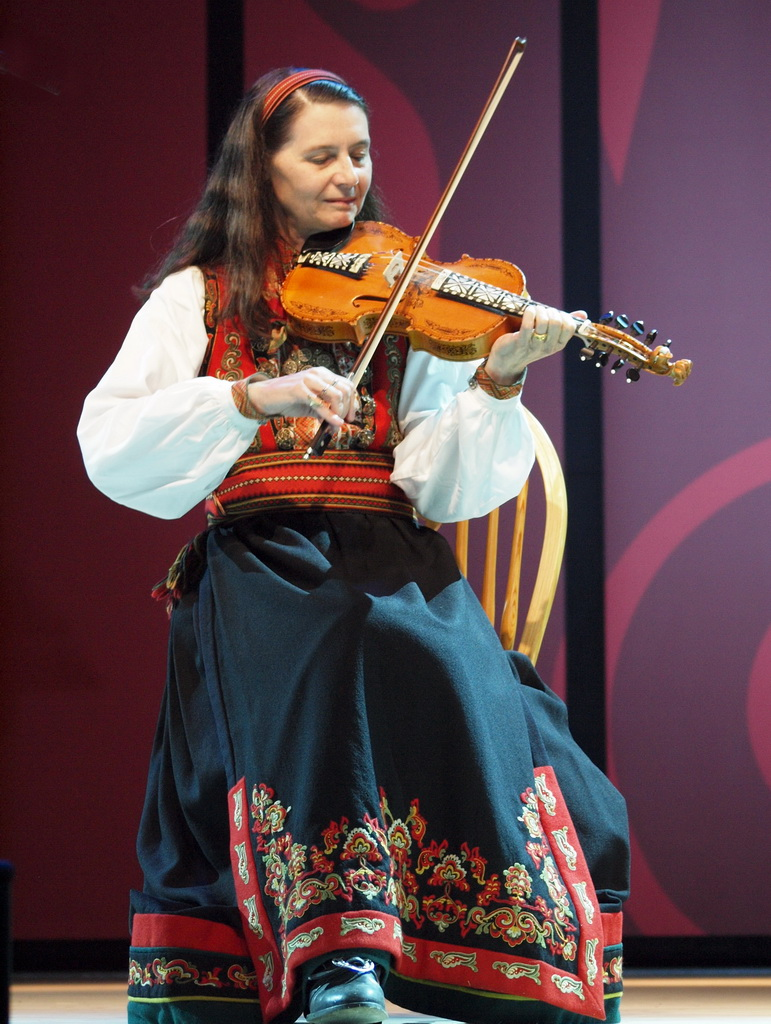
Лоретта Келлі

Починаючи з 1850 року, норвежці в величезній кількості почали емігрувати до Північної Америки. Серед мігрантів були й найвіртуозніші виконавці на гардингфелі, котрі не полишали своєї музичної діяльності і в Америці. В 1914 році була сформована Асоціація Гравців на Гардингфелі (Hardanger Violinist Forbundet of America), до складу якої входило приблизно 150 людей. Але діти мігрантів рідко вчилися грати на норвезькій скрипці, і на початку Другої світової війни Асоціація була розформована. До 1970 року число виконавців на гардингфелі в Північній Америці скоротилося до 20. Проте початок 80-х років в Америці ознаменувався відродженням інтересу до цього інструмента, як серед американців норвезького походження, так і серед представників іншого культурного спадку.
1983 року засновано нову Американську Асоціацію Гардигфелі (HFAA), і протягом першого року існування в організації було зареєстровано 162 членів із США, Канади та Норвегії. Вчити членів Асоціації грі на гардингфелі до США приїжджали норвезькі музиканти Арне Рьойн і Відар Ланде.
Американська Асоціація Гардингфелі є неприбутковою організацією, зареєстрованою в штаті Міннесота, і, як зазначають організатори, її метою є «надихання, зміцнення та активізація спільноти поціновувачів гардингфелі в Північній Америці».. Посаду Президента Асоціації обіймає Лоретта Келлі, одна з найвідоміших виконавиць на цьому інструменті в Америці. За ініціативи Асоціації Гардингфелі в США відбуваються майстер-класи з гри на гардингфелі та уроки норвезьких народних танців, створюються стипендіальні освітні програми для охочих навчатися та ін.

## Гардингфеля в сучасній музиці

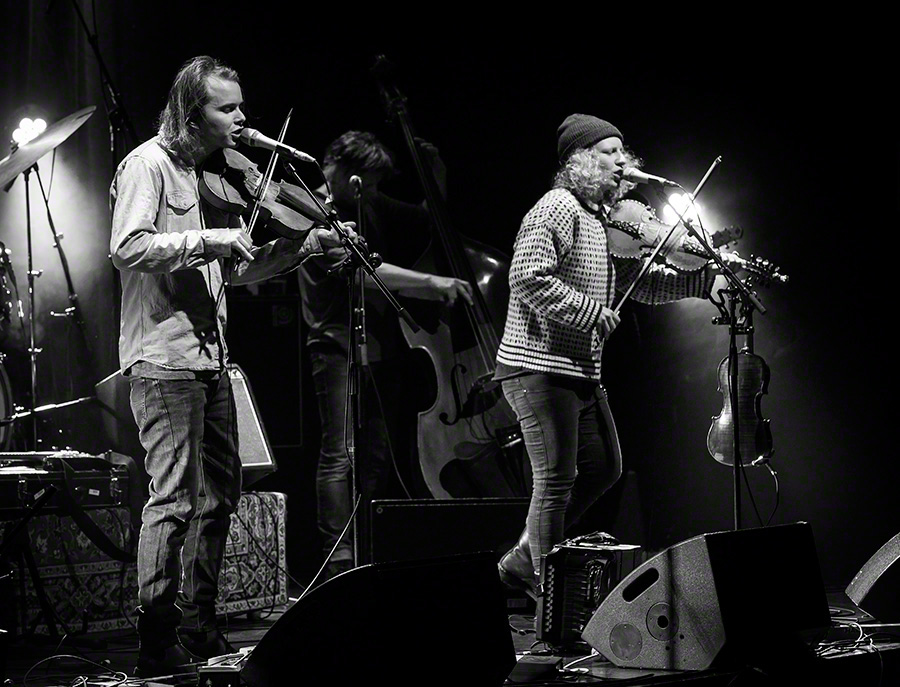
Норвезький музичний гурт Valkyrien Allstars

Музична традиція гардингфелі характеризується багатою історією, яка продовжується до сьогодення. В ХХІ сторіччі на норвезький музичній сцені з'явилося чимало професійних виконавців на цьому інструменті. Серед них: Нільс Екланн, Оля Ґрігамарь, Сіґбйорн Барнгофт Оса, Лоретта Келлі, Одд Баккерюд, Кнют Бювен, Відар Ундешеф, Аннбйорґ Лієн, Гаук Бювен, Ян Байтогевен Ґранлі, Каоівін У Раґгаллай, Торшель Брюлянд Ляволл, Кеннет де Ґала, Джеммі Льодберґ, Йорюн Маріє Квенберґ та ін.
Починаючи з кінця ХХ сторіччя гардингфеля перестає бути винятково сольним інструментом, вона все частіше знаходить ужиток у колективах різних складів. Наприклад, цей інструмент використовують такі сучасні гурти як Valkyrien Allstars та Majorstuen. Партії гардигфелі є й у творах сучасних композиторів (напр., у 1997 році австралійська класична композиторка Лайза Лім у своєму творі виділила норвезької скрипки окрему сольну партію.

## Гардингфеля в Україні
Скандинавська музична культура в Україні має місце. У Києві та інших великих містах України час од часу проводяться вечори норвезької музики. Наприклад, 2022 року в Києві відбувся спільний концерт симфонічного оркестру Національної філармонії України (під орудою заслуженого діяча мистецтв Ігоря Палкіна) з професійними виконавцями-гардингфелістами — сестрами Ельдб'єрґ та Рагнільд Гемсінґ із Норвегії.

## Цитати
|                                            | Гардингфеля асоціюється з найавтентичнішим норвезьким музичним спадком.<...> Цей інструмент вирізняється особливо щільним і чітким звуком завдяки дюжині можливостей скордатури. Техніка гри на гардінгфелі характеризується низкою унікальних метричних і ритмічних формул, які рідко використовуються в грі на інших інструментах. |
| — Рейдар Севаг, музикознавець, історик., . | |